# Extra moenia
Extra moenia è una locuzione latina che significa fuori le mura della città.
Questa locuzione è rimasta nella denominazione di alcune località o edifici (specialmente chiese) come loro attributo in quanto nell'epoca della loro fondazione o costruzione essi erano periferici rispetto al centro urbano principale (di solito circondato da mura). L'attributo viene quindi mantenuto come retaggio anche quando ormai l'edificio è inglobato nel centro urbano, come nel caso della Basilica di San Paolo fuori le mura a Roma.
Attualmente la locuzione viene utilizzata per indicare un evento avvenuto o un'attività svolta fuori dalla sede appropriata o l'utilizzo di oggetti fuori dal luogo dove vengono utilizzati normalmente.